# Louis Fierens
Louis Fierens (14 de outubro de 1875 – 1967) foi um arqueiro belga. Ele competiu nos Jogos Olímpicos de Verão de 1920, tendo ganho três medalhas, duas de ouro e uma de prata.